# Emil Neide

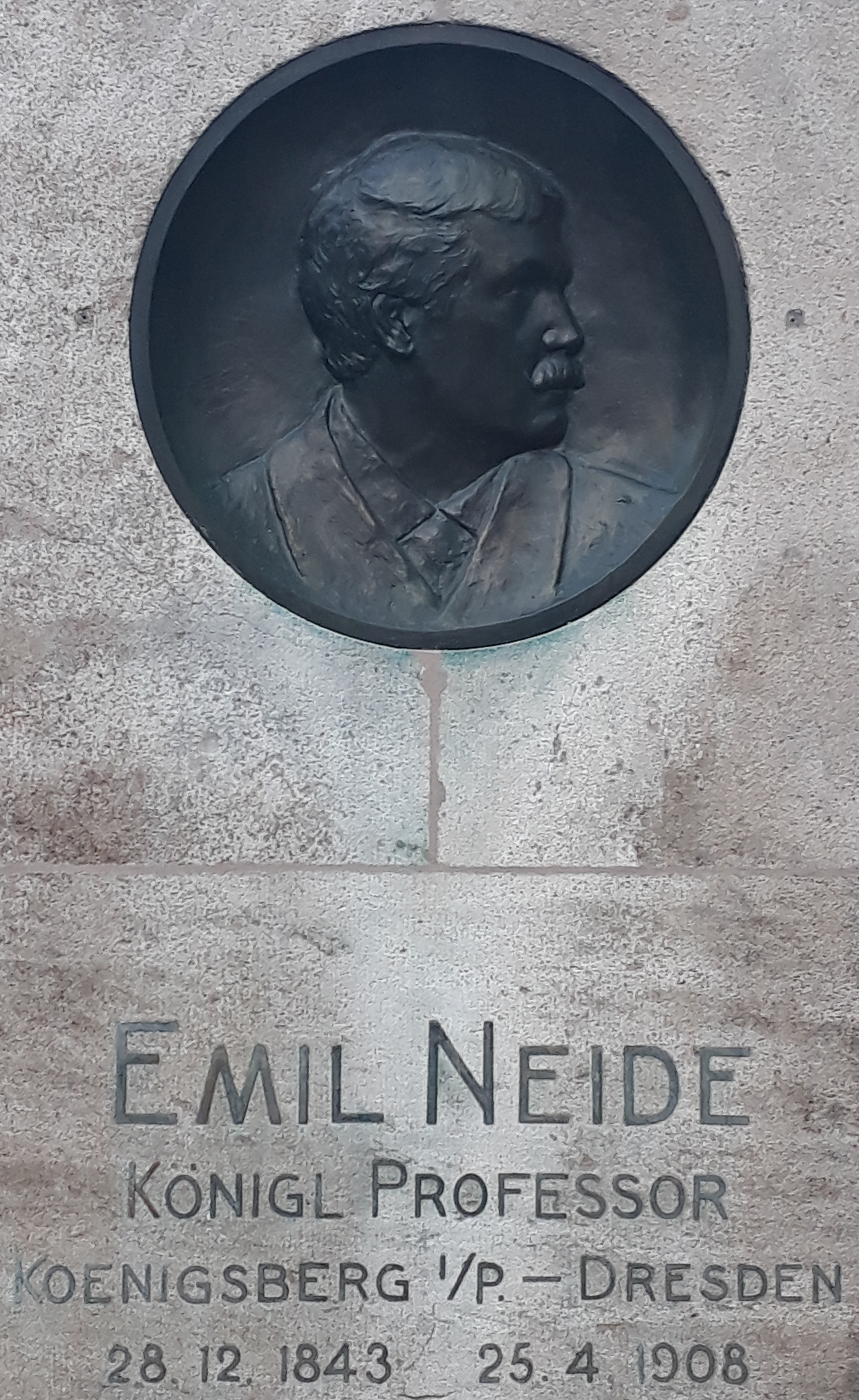
Neides Grab

Emil Adolph Neide (* 28. Dezember 1843 in Königsberg i. Pr.; † 25. April 1908 in Dresden) war ein deutscher Maler.

## Leben
An der Kunstakademie Königsberg war Neide Schüler von Ludwig Rosenfelder. Er war dann an der Kunstakademie Düsseldorf und der Akademie der Bildenden Künste München, wo er sich besonders an Wilhelm Diez anschloss. Er machte darauf Studienreisen nach Belgien, Holland und Oberitalien und kehrte 1880 als Lehrer und Professor nach Königsberg zurück.
Schon vor seiner Reise hatte er für die Aula der Albertus-Universität Königsberg ein Fresko: Ptolemäos den Lauf der Gestirne beobachtend, angefertigt, welchem nach seiner Heimkehr eine Reihe mythologischer Darstellungen folgte. Darunter sind Psyche, von Charon über den Styx geführt (1873, Museum zu Königsberg), Orpheus und Eurydice (1876) und Szenen aus der Odyssee für das Gymnasium zu Insterburg hervorzuheben. Für die Aula des Königlichen Wilhelms-Gymnasiums in Königsberg malte er vier Gemälde. Eine Wendung in der Themenwahl und Farbbehandlung zum Realismus bezeichnen zwei 1886 ausgestellte Bilder: Am Orte der Tat (die Auffindung der Leiche eines Ermordeten, 1884), Die Lebensmüden (1885) und Vitriol (1891). Diese Bilder wurden in den großen Städten Deutschlands gezeigt und erregten überall Aufsehen. Eine seiner Schülerinnen war Käthe Kollwitz. Neide starb im 65. Lebensjahr und wurde auf dem Johannisfriedhof (Dresden) beerdigt.